# Ježovka jedlá
Ježovka jedlá (Echinus esculentus) je druh mořské ježovky z rodu Echinus.

## Popis
Může být zbarvena červeně, žlutě a vzácně i zeleně nebo fialově. Dosahuje velikosti 16 cm.
Žije v evropských mořích v hloubce do 1200 metrů. Stává se častou potravou některých mořských ryb a vyrábí se z ní jeden druh suši.